# Matthew Wells
Matthew Wells (Hobart, 2 de maio de 1978) é um jogador de hóquei sobre a grama australiano que já atuou pela seleção de seu país.

## Carreira

### Olimpíadas de 2004
Matthew conquistou uma medalha de ouro nos Jogos Olímpicos de Atenas de 2004. A seleção australiana chegou às semifinais após terminar a fase de grupos do torneio em segundo lugar, atrás dos Países Baixos. Em 25 de agosto, a Austrália derrotou a Espanha por 6 a 3, conseguindo vaga na grande final, que foi disputada dois dias depois contra os neerlandeses. Matthew ajudou sua equipe na decisiva vitória de 2 a 1, conquistando assim o ouro olímpico.

### Olimpíadas de 2008
Nos Jogos de Pequim de 2008, Matthew e seus companheiros conseguiram classificar a seleção australiana para as semifinais após terminar a fase de grupos do torneio na segunda colocação. Mas a Austrália não avançou para a disputa do ouro, pois foi derrotada por 3 a 2 para a Espanha. Na disputa do terceiro lugar, a equipe de Matthew goleou os Países Baixos por 6 a 2, conquistando assim a medalha de bronze.